# Giải bóng đá U-21 Quốc tế Báo Thanh Niên 2016
Giải bóng đá U21 Quốc tế báo Thanh niên 2016 là giải bóng đá giao hữu quốc tế thường niên lần thứ 10 của giải giải bóng đá U21 Quốc tế báo Thanh niên, do báo Thanh Niên kết hợp với Liên đoàn Bóng đá Việt Nam (VFF) tổ chức, diễn ra từ ngày 18 tháng 12 đến ngày 27 tháng 12 năm 2016.
Đương kim vô địch của giải đấu là Câu lạc bộ bóng đá trẻ U-21 Hoàng Anh Gia Lai.
Nhà tài trợ vàng của giải đấu mùa 2016 là nhãn hàng Clear Men thuộc Công ty TNHH Quốc tế Unilever Việt Nam. Tổng giá trị giải thưởng của giải đấu là 30,000 USD.

## Địa điểm thi đấu
Tất cả các trận đấu đều diễn ra trên Sân vận động Thống Nhất tại Thành phố Hồ Chí Minh, Việt Nam.

## Thành phần tham dự
Có 6 đội tham dự bao gồm:
- U21 Myanmar: Đội tuyển bóng đá trẻ U-21 Myanmar.[2].
- U21 Yokohama: Đội tuyển bóng đá trẻ U-21 Yokohama FC.
- U21 Gangwon: Đội tuyển bóng đá trẻ U-21 Gangwon FC.
- Thái Lan: Đội tuyển bóng đá trẻ U-21 Thái Lan.
- U21 Báo Thanh Niên Việt Nam: Đội tuyển bóng đá trẻ U-21 Báo Thanh Niên.
- U21 Hoàng Anh Gia Lai: Câu lạc bộ bóng đá trẻ U-21 Hoàng Anh Gia Lai.

Trong bài viết này, khi cần sự ngắn gọn,  Hoàng Anh Gia Lai sẽ được viết tắt thành  HAGL.

## Tiền thưởng
Cơ cấu giải thưởng theo điều lệ khoảng 30,000 $, bao gồm:
- Vô địch: $12,000.
- Á quân: $7,000.
- Hạng ba: $5,000.
- Giải phong cách: $3,000.
- Vua phá lưới: $500.
- Cầu thủ xuất sắc nhất giải: $500.
- Thủ môn xuất sắc nhất: $500.
- Cầu thủ xuất sắc nhất trận: $100.
- Tổ trọng tài hoàn thành nhiệm vụ: $500.
- Giải thưởng cầu thủ Việt Nam chơi ấn tượng nhất: $1,000.

## Vòng bảng
Tất cả thời gian là giờ địa phương tại nơi diễn ra trận đấu.
| Chú thích màu trong bảng xếp hạng | Chú thích màu trong bảng xếp hạng |  | Nhất bảng và nhì bảng được lọt vào Vòng bán kết |

### Bảng A
| VT | Đội                   | ST | T | H | B | BT | BB | HS | Đ |                     |
| -- | --------------------- | -- | - | - | - | -- | -- | -- | - | ------------------- |
| 1  | Nhật Bản(Yokohama FC) | 2  | 2 | 0 | 0 | 5  | 1  | +4 | 6 | Vòng loại trực tiếp |
| 2  | Việt Nam              | 2  | 0 | 1 | 1 | 1  | 2  | −1 | 1 | Vòng loại trực tiếp |
| 3  | Myanmar               | 2  | 0 | 1 | 1 | 2  | 5  | −3 | 1 |                     |

| U21 Myanmar        | 1–1     | U21 Báo Thanh Niên Việt Nam |
| ------------------ | ------- | --------------------------- |
| Yan Naing Oo 90+3' | Youtube | Dương Văn Hào 77'           |

| U21 Myanmar         | 1–4     | U21 Yokohama                                                             |
| ------------------- | ------- | ------------------------------------------------------------------------ |
| Maung Maung Soe 50' | Youtube | Ryuta Kanazawa 31' · Yota Maejima 33' · Yuki Ueda 63' · Kosuke Saito 67' |

| U21 Yokohama         | 1–0     | U21 Báo Thanh Niên Việt Nam |
| -------------------- | ------- | --------------------------- |
| Takehiro Hattori 10' | Youtube |                             |

### Bảng B
| VT | Đội                          | ST | T | H | B | BT | BB | HS | Đ |                     |
| -- | ---------------------------- | -- | - | - | - | -- | -- | -- | - | ------------------- |
| 1  | Thái Lan                     | 2  | 2 | 0 | 0 | 7  | 2  | +5 | 6 | Vòng loại trực tiếp |
| 2  | Việt Nam (Hoàng Anh Gia Lai) | 2  | 1 | 0 | 1 | 3  | 2  | +1 | 3 | Vòng loại trực tiếp |
| 3  | Hàn Quốc(Gangwon FC)         | 2  | 0 | 0 | 2 | 3  | 9  | −6 | 0 |                     |

| U21 Thái Lan | 6–2      | U21 Gangwon                      |
| --- | -------- | -------------------------------- |
| Netiphong Sanmaung 13' · Chenrop Samphaodi 18', 19' · Nattiwut Sombatyotha 21' · Worachit Kanitsribumphen 72' · Wongsakorn Chaikulthewin 86' | Chi tiết | Soohuyn Kim 84' · Jaeseok Oh 88' |

| U21 Thái Lan             | 1–0      | U21 Hoàng Anh Gia Lai |
| ------------------------ | -------- | --------------------- |
| Nattawut Sombatyotha 39' | Chi tiết |                       |

| U21 Gangwon   | 1–3      | U21 Hoàng Anh Gia Lai                             |
| ------------- | -------- | ------------------------------------------------- |
| Hemin Lee 75' | Chi tiết | Nguyễn Văn Toàn 13', 17' · Nguyễn Công Phượng 83' |

### Tranh hạng năm
Luân lưu 11m sẽ được sử dụng để xác định đội chiến thắng, nếu cần thiết.
| U21 Myanmar*                                                                | 3-3              | U21 Gangwon                                                            |
| --------------------------------------------------------------------------- | ---------------- | ---------------------------------------------------------------------- |
| Aung Thu 47' · Nanda Kyaw 51' · Yan Naing OO 71'                            | Youtube Chi tiết | Park Junha 2' 13' 33'                                                  |
| Loạt sút luân lưu                                                           |                  |                                                                        |
| Nanda Kyaw · Thiha Htet Aung · Maung Maung Soe · Mg Mg Lwin · Zin Phyo Aung | 5–4              | Park Junha · An Sungmin · Kim Taehyeon · Cho Hyeonjun · Choi Hyungjoon |

## Đấu loại trực tiếp
Trong vòng đấu loại trực tiếp, hiệp phụ sẽ không được sử dụng. Luân lưu 11m sẽ được sử dụng để xác định đội chiến thắng, nếu cần thiết.

### Các cặp thi đấu
|  | Bán kết                     | Bán kết      |               |   | Chung kết | Chung kết |
|  |                             |              |               |   |           |           |
|  | 24 tháng 12                 |              |               |   |           |           |
|  |                             |              |               |   |           |           |
|  | U21 Yokohama                | 0 (3)        |               |   |           |           |
|  | U21 Yokohama                | 0 (3)        | 27 tháng 12   |   |           |           |
|  | U21 Hoàng Anh Gia Lai (p)   | 0 (2)        |               |   |           |           |
|  | U21 Hoàng Anh Gia Lai (p)   | 0 (2)        | U21 Yokohama  | 1 |           |           |
|  | 25 tháng 12                 |              | U21 Yokohama  | 1 |           |           |
|  |                             | U21 Thái Lan | 0             |   |           |           |
|  | U21 Thái Lan                | U21 Thái Lan | 0             | 3 |           |           |
|  | U21 Thái Lan                |              |               | 3 |           |           |
|  | U21 Báo Thanh Niên Việt Nam | 1            |               |   |           |           |
|  | U21 Báo Thanh Niên Việt Nam | 1            | Tranh hạng ba |   |           |           |
|  |                             |              |               |   |           |           |
|  | 27 tháng 12                 |              |               |   |           |           |
|  |                             |              |               |   |           |           |
|  | Hoàng Anh Gia Lai           | 1            |               |   |           |           |
|  | Hoàng Anh Gia Lai           | 1            |               |   |           |           |
|  | U21 Báo Thanh Niên Việt Nam | 0            |               |   |           |           |

### Bán kết
| U21 Yokohama*                                             | 0-0              | U21 Hoàng Anh Gia Lai                                                                             |
| --------------------------------------------------------- | ---------------- | ------------------------------------------------------------------------------------------------- |
|                                                           | Youtube Chi tiết |                                                                                                   |
| Loạt sút luân lưu                                         |                  |                                                                                                   |
| Kosuke Saito · Yota Maejima · Keita Ishii · Naoaki Senaga | 3–2              | Lê Văn Sơn · Trần Hữu Đông Triều · Nguyễn Phong Hồng Duy · Lương Xuân Trường · Nguyễn Công Phượng |

| U21 Thái Lan                                                            | 3-1              | U21 Báo Thanh Niên Việt Nam |
| ----------------------------------------------------------------------- | ---------------- | --------------------------- |
| Chenrop Samphaodi 14' · Sasalak Haiprakhon 31' · Netipong Sanmahung 56' | Youtube Chi tiết | Bùi Tiến Dũng 3'            |

### Tranh hạng ba
| U21 Hoàng Anh Gia Lai | 1-0              | U21 Báo Thanh Niên Việt Nam |
| --------------------- | ---------------- | --------------------------- |
| Nguyễn Văn Toàn 80'   | Youtube Chi tiết |                             |

### Chung kết
| U21 Yokohama    | 1-0              | U21 Thái Lan |
| --------------- | ---------------- | ------------ |
| Keita Ishii 87' | Youtube Chi tiết |              |

### Vô địch
| Vô địch Giải bóng đá U-21 Quốc tế báo Thanh niên 2016 U21 Yokohama Lần thứ 1 |

## Xếp hạng
Theo quy ước thống kê trong bóng đá, các trận đấu quyết định ở hiệp phụ được tính là trận thắng và trận thua, trong khi các trận đấu bằng cách quyết định hình phạt luân lưu 11m được tính là trận hòa.

| VT | Đội                             | ST | Đ  |
| -- | ------------------------------- | -- | -- |
| 1  | U21 Yokohama                    | 4  | 10 |
| 2  | U21 Thái Lan                    | 4  | 9  |
| 3  | U21 Hoàng Anh Gia Lai           | 4  | 7  |
| 4  | U21 Báo Thanh Niên Việt Nam (H) | 4  | 1  |
|    |                                 |    |    |
| 5  | U21 Myanmar                     | 3  | 2  |
| 6  | U21 Gangwon                     | 3  | 1  |

## Cầu thủ ghi bàn
3 bàn
- Nguyễn Văn Toàn (U21 Hoàng Anh Gia Lai)
- Chenrop Samphaodi (U21 Thái Lan)
- Park Junha (U21 Gangwon)

2 bàn
- Yan Naing Oo (U21 Myanmar)
- Nattiwut Sombatyotha (U21 Thái Lan)

1 bàn
- Kosuke Saito (U21 Yokohama)
- Takehiro Hattori (U21 Yokohama)
- Ryuta Kanazawa (U21 Yokohama)
- Yota Maejima (U21 Yokohama)
- Yuki Ueda (U21 Yokohama)
- Keita Ishii (U21 Yokohama)
- Worachit Kanitsribumphen (U21 Thái Lan)
- Wongsakorn Chaikulthewin (U21 Thái Lan)
- Sasalak Haiprakhon (U21 Thái Lan)
- Netipong Sanmahung (U21 Thái Lan)
- Hemin Lee (U21 Gangwon)
- Soohuyn Kim (U21 Gangwon)
- Jaeseok Oh (U21 Gangwon)
- Maung Maung Soe (U21 Myanmar)
- Aung Thu (U21 Myanmar)
- Nanda Kyaw (U21 Myanmar)
- Nguyễn Công Phượng (U21 Hoàng Anh Gia Lai)
- Dương Văn Hào (U21 Báo Thanh Niên Việt Nam)
- Bùi Tiến Dũng (U21 Báo Thanh Niên Việt Nam)

## Tổng kết
- Vô địch: U21 Yokohama  – cúp, Huy chương vàng và 12.000 USD
- Hạng nhì: U21 Thái Lan – Huy chương bạc và 7.000 USD
- Hạng ba: U21 Hoàng Anh Gia Lai – Huy chương đồng và 5.000 USD
- Giải phong cách: U21 Hoàng Anh Gia Lai – cờ và 3.000 USD
- Cầu thủ xuất sắc nhất: Takehiro Hattori (U21 Yokohama)
- Thủ môn xuất sắc nhất: Yoheita Kaoka (U21 Yokohama)
- Cầu thủ ghi bàn nhiều nhất: Nguyễn Văn Toàn (U21 Hoàng Anh Gia Lai), Samphaodi (U21 Thái Lan) – 3 bàn

## Truyền hình
- Các kênh: VTV6, VTC3, HTV Thể thao, SCTV15, Bóng đá TV, Đài PTTH Đà Nẵng, Thanh Niên media, Youtube thể thao 360.